# Tisovnice (Vysoký Chlumec)
Tisovnice či Panská Tisovnice (německy Tysownitz) je osada, která leží v katastrálním území Pořešice obce Vysoký Chlumec v okrese Příbram. Osada leží v nadmořské výšce 475 m n. m..

## Popis osady
V osadě stojí památná lípa malolistá a nachází se zde několik rybníčků. Východně od osady se nachází na silnici z Týnčan do Vysokého Chlumce autobusová zastávka Vysoký Chlumec, Pořešice, Panská Tisovnice. Osada je napájena elektrickým vedením z vesnice Mezihoří. V osadě se nachází i vodní zdroj (napojený na vodojem v Mezihoří), voda však není kvalitní a domy v Tisovnici tak odebírají vodu ze soukromých studen.

## Fotogalerie

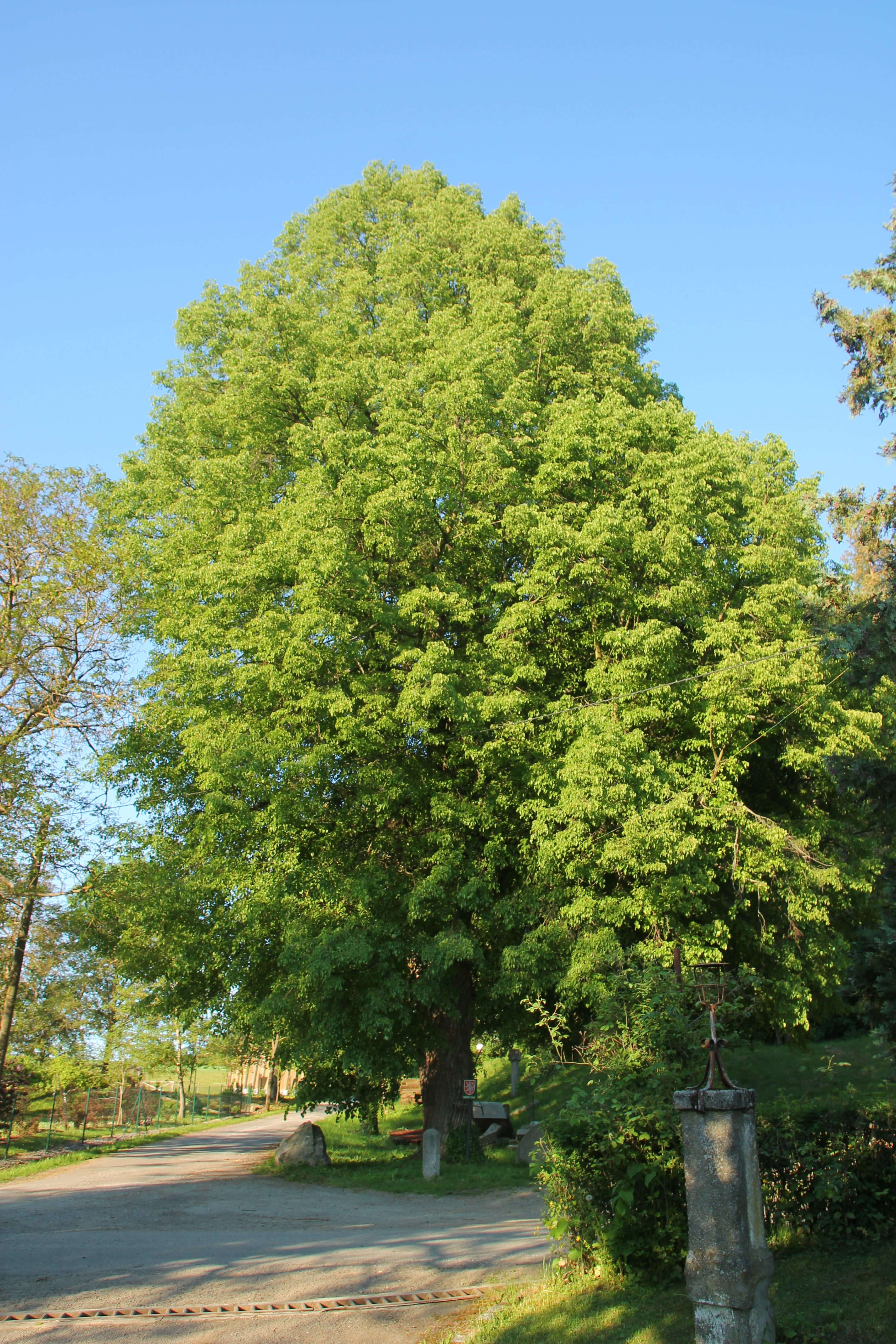
Památná lípa
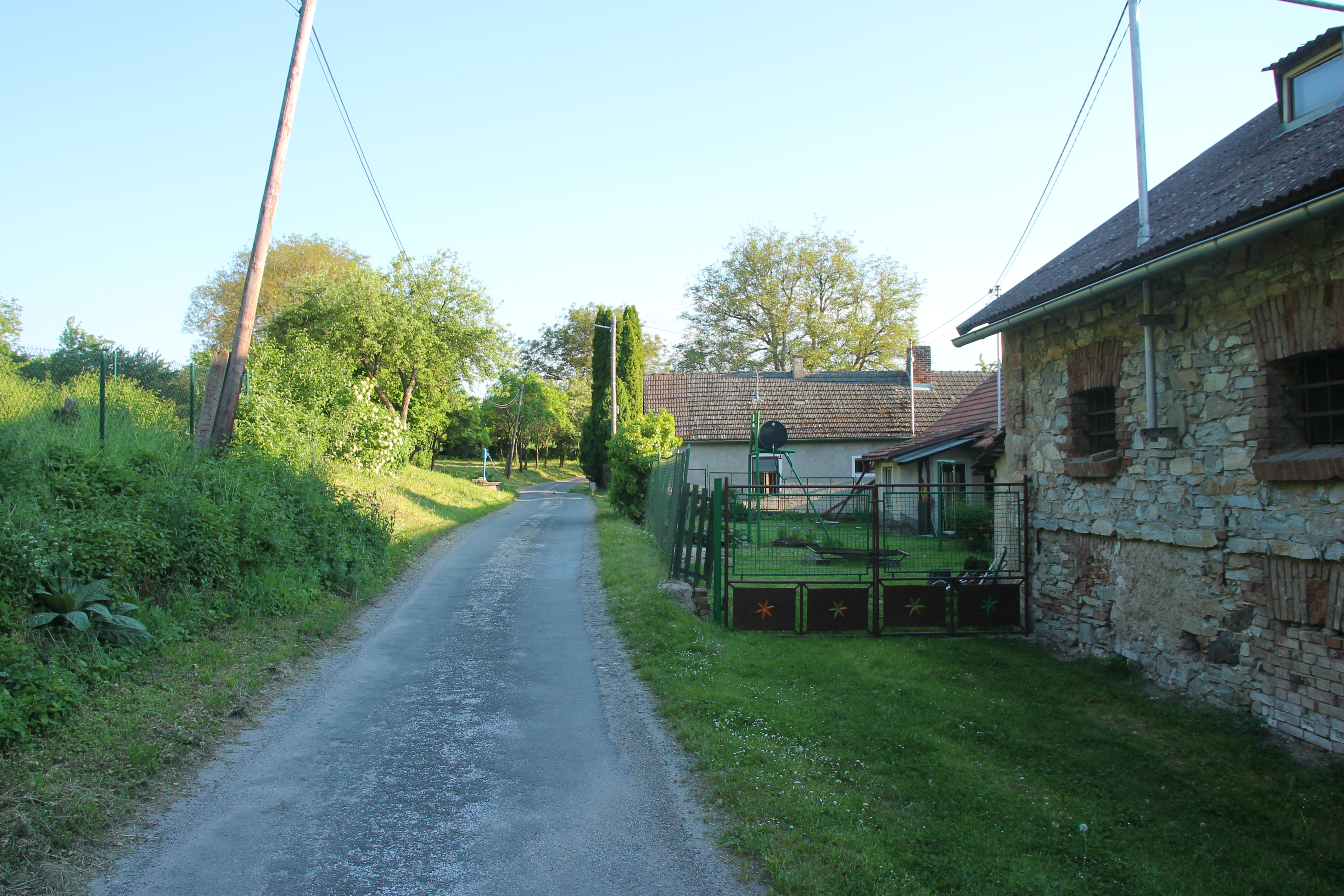
Zástavba
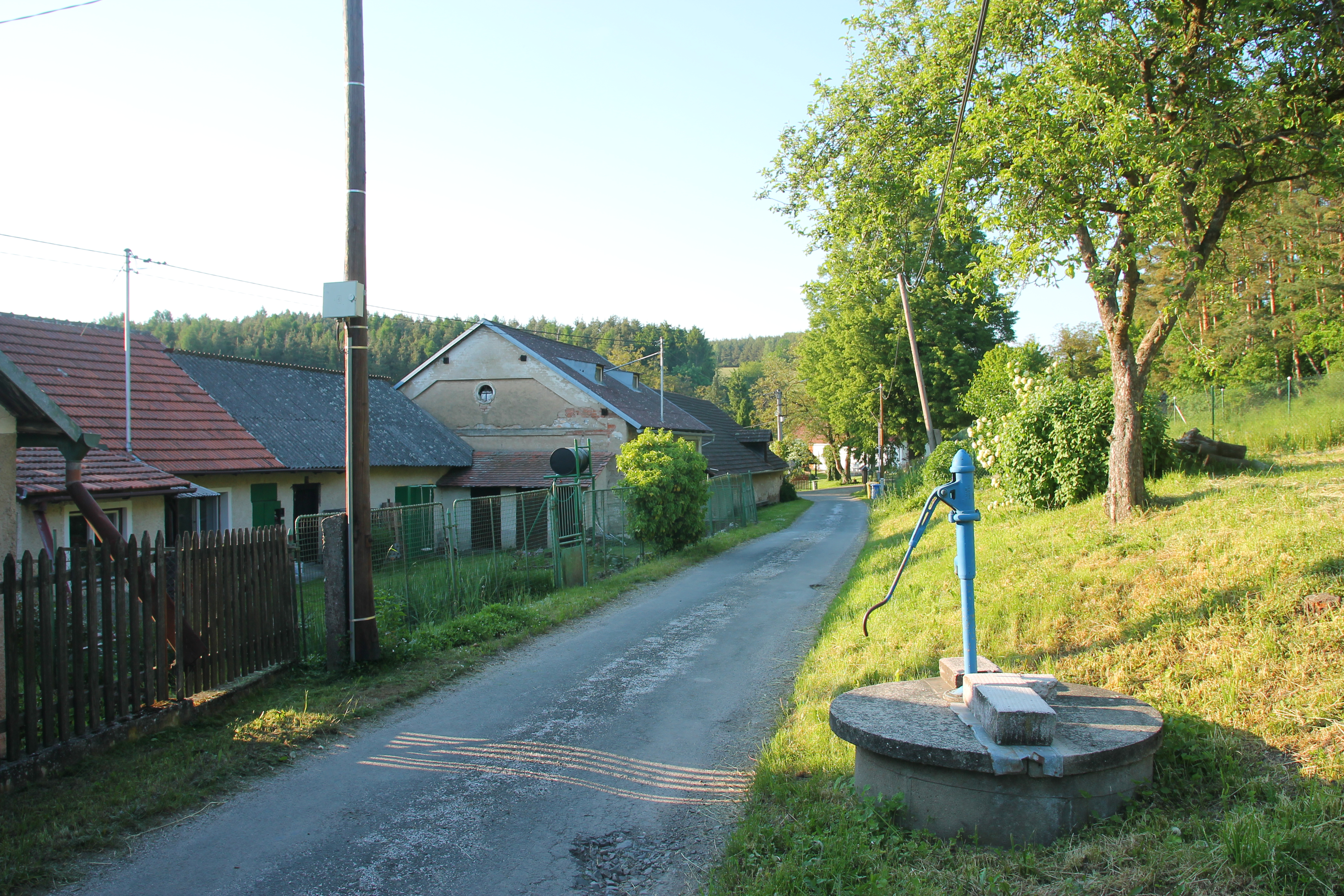
Zástavba a vodní pumpa
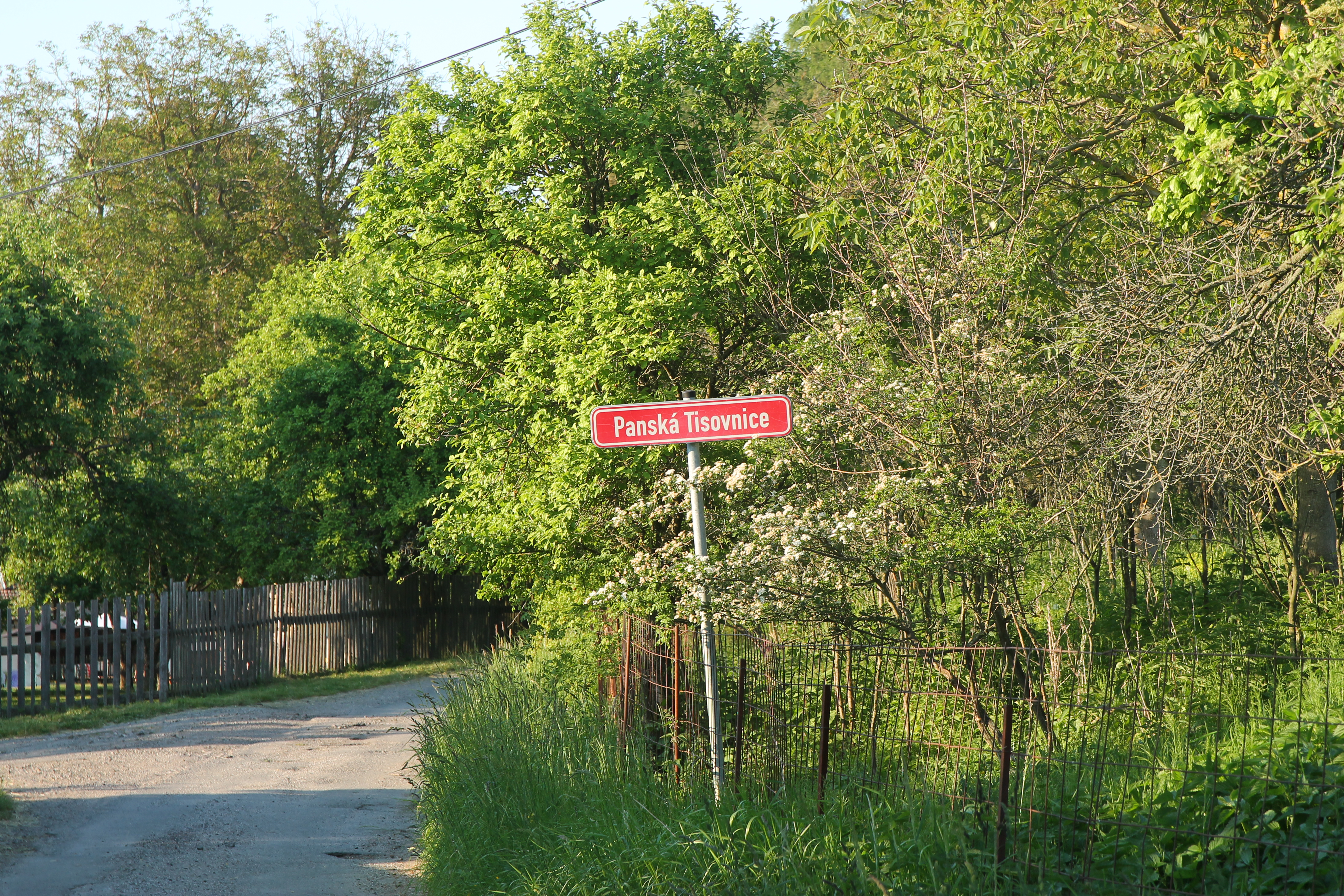
Moderní označení osady
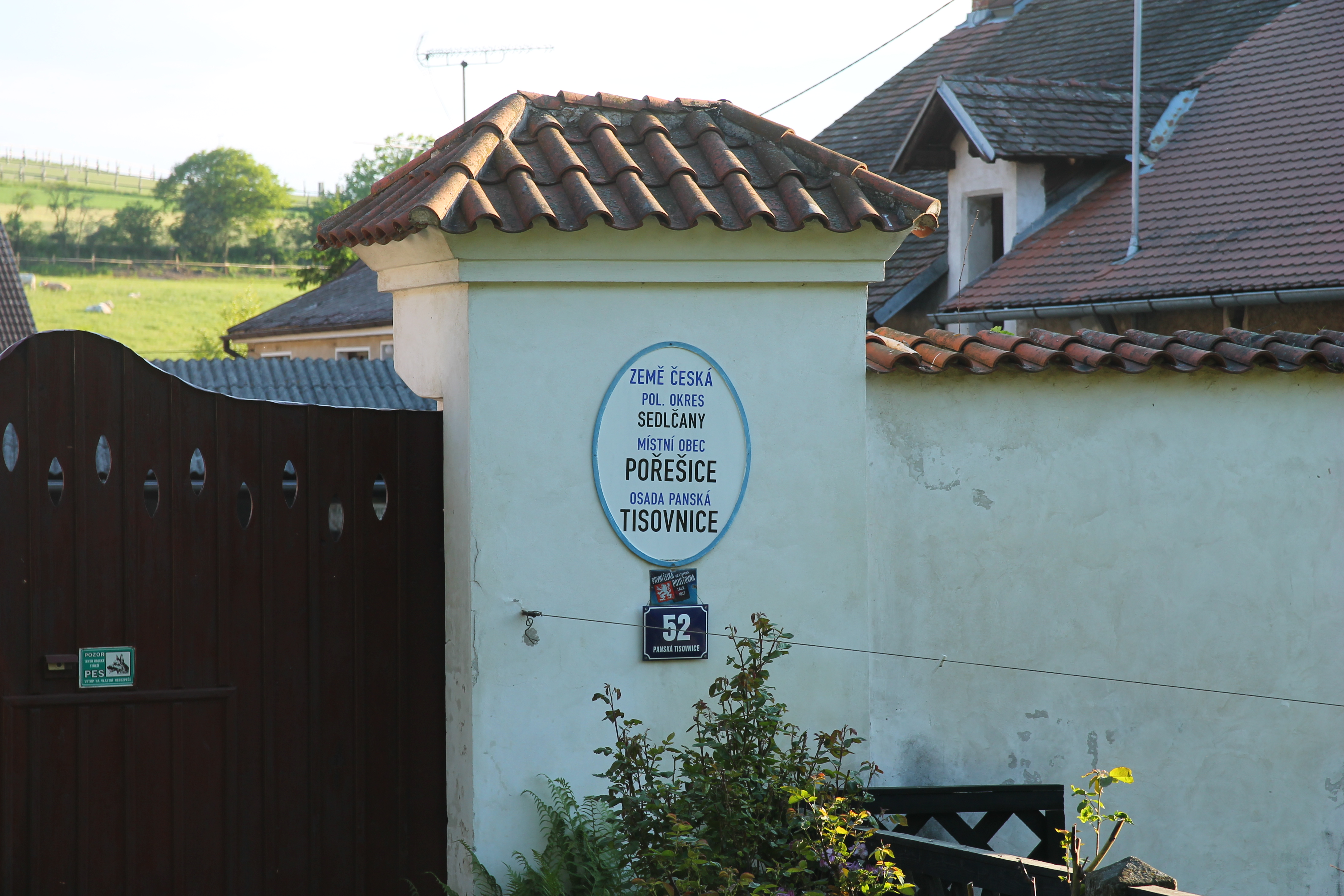
Historické označení osady
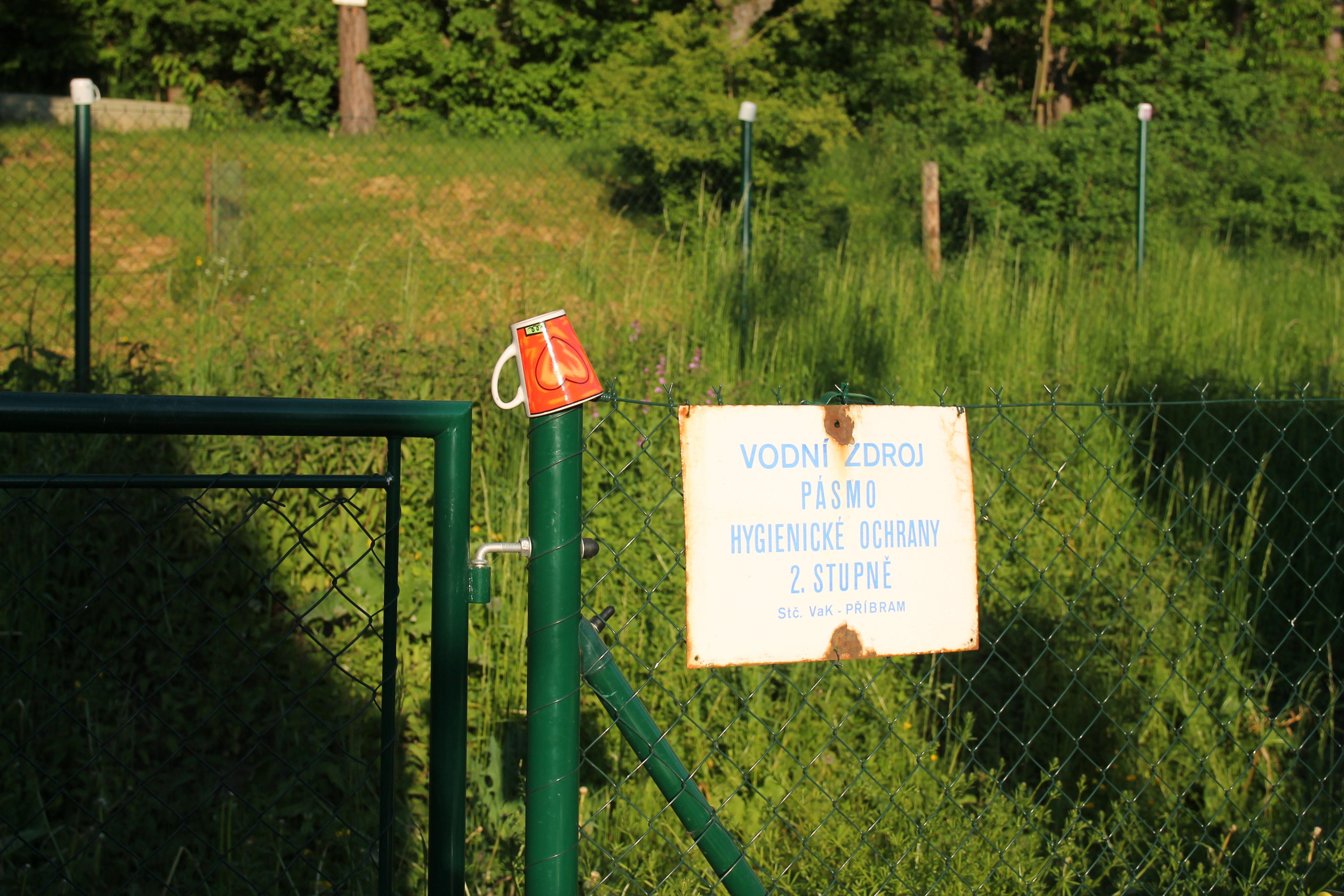
Vodní zdroj
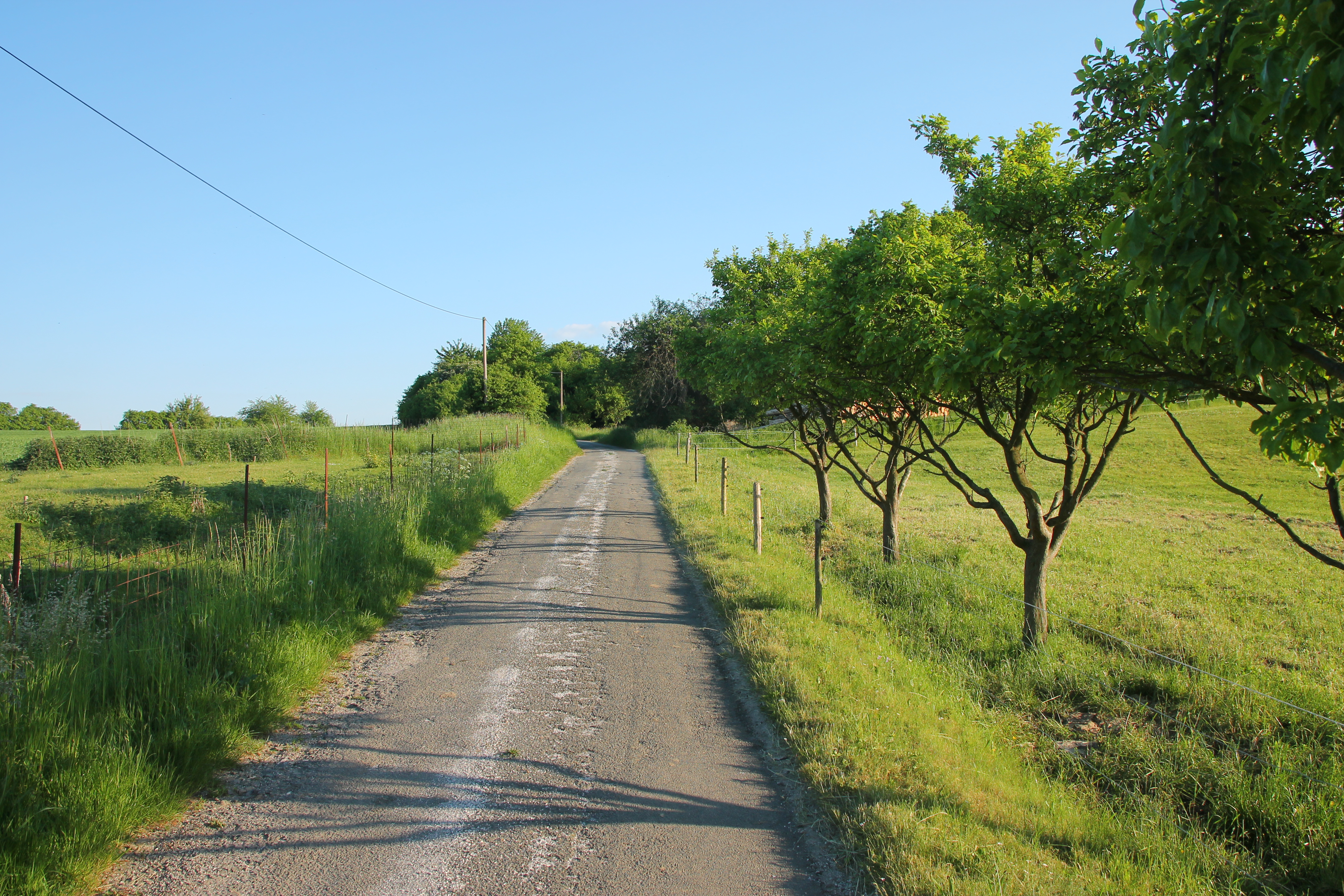
Cesta do Týnčan
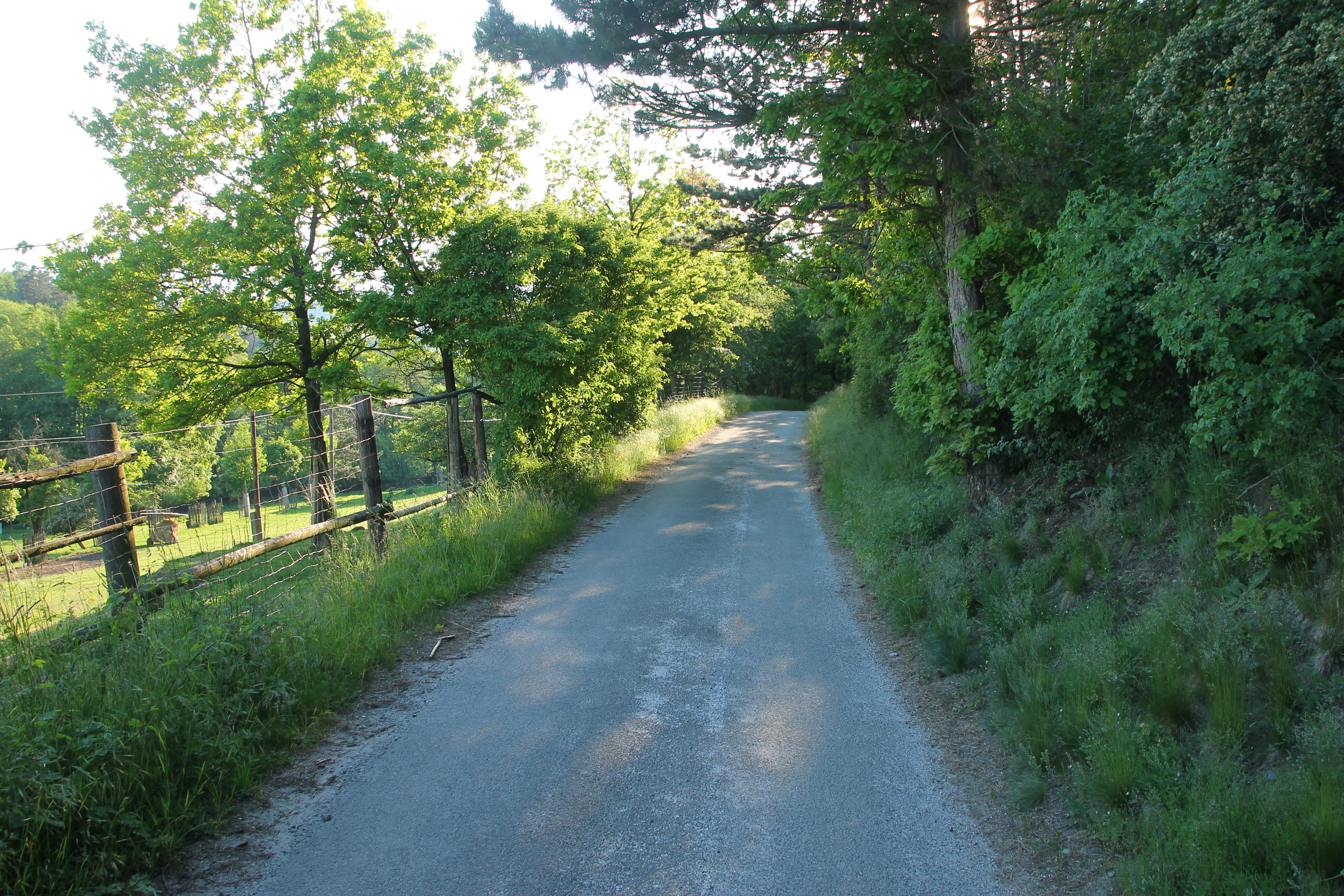
Cesta do Mezihoří